# Reiner Rustler
Reiner Rustler (* 13. November 1958; † 1. August 2025) war ein deutscher Fußballspieler. Für den FC Rot-Weiß Erfurt spielte er von 1977 bis 1982 in der DDR-Oberliga, der höchsten Spielklasse im DDR-Fußball. Rustler ist auch 22-facher DDR-Juniorennationalspieler.

## Sportliche Laufbahn
Im Alter von 14 Jahren begann Reiner Rustler 1972 beim FC Rot-Weiß Erfurt seine fußballerische Laufbahn. Im Sommer 1975 wurde er in den Kader der DDR-Juniorennationalmannschaft berufen, bestritt bis 1977 22 Juniorenländerspiele und erzielte dabei, meist als Linksaußenstürmer eingesetzt, vier Tore.
Sein Debüt in der DDR-Oberliga gab der 1,80 m große Rustler für den FC Rot-Weiß am 6. Spieltag der Saison 1977/78. Im Heimspiel gegen Dynamo Dresden wurde er als rechter Stürmer eingesetzt. Bis zum Saisonende spielte er insgesamt 17-mal in der Oberliga, stets im Angriff. Diese gute Bilanz konnte Rustler danach nicht mehr weiterführen und wurde bis 1983 nur noch überwiegend in der Nachwuchsoberliga eingesetzt. 1978/79 kam er auf drei DDR-Oberligaspiele, 1979/80 wurde er zwar für die Oberliga nominiert, wurde dort aber nicht aufgeboten. Auch 1980/81 war er nomineller Oberligaspieler, bestritt aber nur ein Oberligaspiel. 1981/82 wurde Rustler für die Nachwuchsoberliga gemeldet, kam aber auch viermal in der DDR-Oberliga zum Einsatz. Für die Saison 1982/83 gehörte er wieder zum Oberliga-Aufgebot, spielte dort aber nicht. In der Vorschau auf die Spielzeit 1983/84 meldete der FC Rot-Weiß, dass Rustler seine aktive Laufbahn beendet habe.